# Faculdade do Sudeste Mineiro
Faculdade do Sudeste Mineiro (FACSUM) é uma instituição de ensino superior privada brasileira, localizada na cidade de Juiz de Fora, no sudeste do estado de Minas Gerais.
Iniciou suas atividades em 2003. A FACSUM  é propriedade do grupo de mídia e educação Objetivo, sendo sua mantenedora a Associação Unificada Paulista de Ensino Renovado Objetivo (ASSUPERO), pessoa jurídica de direito privado, sem fins lucrativos, com sede e foro em São Paulo.
Em 2017, foi uma das 11 entidades da cidade a obter nota 4, numa escala até 5, na prova do ENADE.